# Omsukchansky (huyện)
Huyện Omsukchansky (tiếng Nga: Омсукча́нский райо́н) là một huyện hành chính tự quản (raion), của Tỉnh Magadan, Nga. Huyện có diện tích 60115 kilômét vuông, dân số thời điểm ngày 1 tháng 1 năm 2000 là 8800 người. Trung tâm của huyện đóng ở Omsukchan.